# The D'oh-cial Network
«The D'oh-cial Network» (укр. «Чортова мережа») — одинадцята серія двадцять третього сезону мультсеріалу «Сімпсони», прем'єра якої відбулась 15 січня 2012 року у США на телеканалі «Fox».

## Сюжет
У Спрінґфілдському суді Лісу судять за понівечення міста. Ліса починає розповідати свою історію…
Кілька місяців тому Сімпсони відвідували новий торговельний центр. Там Гомер купив новий комп'ютер «Mapple Void», а Ліса зустріла Шеррі і Террі, які говорять Лісі, що вона непопулярна. Одного дня Ліса повертається додому засмученою усвідомивши, що не має друзів. Гомер пропонує їй звести друзів онлайн за допомогою його нового комп'ютера. Пізніше Ліса виявила, що легше дружити в Інтернеті, ніж у реальному житті. Дівчинка вирішила запустити онлайн-сервіс для спілкування — соціальну мережу «SpringFace» (в українському дубляжі «SpringBook»). У мережі Ліса заводить більше тисячі друзів. Згодом «SpringFace» стала популярною не тільки серед дітей, але і дорослих.
Незабаром Ліса зрозуміла, що сталося: вона почувається більш самотньо, ніж раніше, оскільки всі використовують «SpringFace» і не розмовляють з нею в реальному житті. Також вона виявила, що мережа стала завеликою і неконтрольованою: люди стали залежними від неї. Це спричинило хаос у місті, численні автомобільні аварії та смерті…
У теперішньому часі суд виносить Лісі вирок — заборонити «SpringFace», і та погоджується. Коли сайт закривається, люди викидають позбуваються своїх смартфонів і комп'ютерів. Ліса помічає, що Шеррі, Террі та інші дівчатка (а також Гомер) грають у «Марко Поло», тож вона приєднується до них.
Потім показано, що на Олімпіада 2012 у Лондоні Патті та Сельма змагаються в академічному веслуванні проти близнюків Вінкелвос. При цьому Патті та Сельма перемагають.

### Серія «Сімпсонів» вийшла закороткою
Наприкінці серії показано короткометражку у стилі Едварда Горі. За сюжетом Барт з Мілгаусом вирішив обмотати школу туалетним папером, але їх зловив орел і вигодував хробаками. Відтоді їх ніхто ніколи не бачив… Директор Скіннер закінчує читати книгу підсумовуючи, що не варто «рити яму» іншим. Потім його стілець ламається (через витівку Барта), і всі сміються.

## Виробництво
Серія пародіює драму 2010 року «Соціальна мережа», в якій зображено заснування «Facebook» Марком Цукербергом та подальший позов американських гребців Кемерона і Тайлера Вінкелвос, які стверджували, що Цукерберг вкрав їхню ідею. Наприкінці епізоду є сцена з братами Вінкелвос і відсиланням до їхнього позову проти «Facebook».
У серії, як і у фільмі «Соціальна мережа», роль близнюків виконував американський актор Армі Гаммер. За словами виконавчого продюсера Ела Джіна, команда мультсеріалу вирішили не запрошувати близнюків Вінкелвос зіграти самих себе: «Ми були типу: „Зачекайте, [Гаммер] зіграв їх, ось якими люди їх вважають, ми просто повинні його взяти“».
У сцені на дивані Сімпсони прибувають до Нью-Йорка під мелодію «Rhapsody in Blue» Джорджа Гершвіна. У своєму блозі музичний редактор «Сімпсонів» Кріс Ледезма написав, що між творчою групою шоу була певна дискусія про те, яка мелодія гратиме у сцені. За словами Ледзсми, Джін «хотів чогось метушливого, що представляло б Нью-Йорк. Думки одразу ж звернулися до музики Джорджа Гершвіна». Ледесма зауважив, що придбання ліцензії на використання музичного твору коштує дорого, але Джін повважав, що «це був би ідеальний твір для використання у [цьому] диванному приколі».
Дарк-кабаре-група Tiger Lillies виконала свою версію теми «Сімпсонів» у кінцевих титрах епізоду. Творець мультсеріалу Метт Ґрюйнінґ, шанувальник гурту, відповідав за те, щоб залучити його учасників до шоу.

## Цікаві факти і культурні відсилання
- «SpringFace» є пародією на «Facebook»[1]. Український переклад, «SpringBook», також підкреслює це.

## Ставлення критиків і глядачів
Під час прем'єри серію переглянули 11,48 млн осіб з рейтингом 5.4, що зробило її найпопулярнішим шоу на каналі «Fox», і другим найпопулярнішим серіалом серед усіх телеканалів тієї ночі. Також «Сімпсони» стали найпопулярнішим серіалом того тижня.
Гейден Чайлдс з «The A.V. Club» дав серії оцінку B-, сказвавши, що сатира на «Facebook» була менш успішною, ніж сатира на Інтернет у серії «Holidays of Future Passed». Він додав, що в епізоді «є кілька хороших жартів, щоб просувати процес, але їх недостатньо, щоб врятувати [епізод] від посередньості». Чайлдсу здалося, що історія закінчилася надто швидко, коли Ліса закрила свій вебсайт, а громадяни Спрінґфілда повернулися до повсякденного життя без технологій: «Це занадто швидкий поворот…, що накидає моралістичний тон на всю попередню сатиру».
Оглядач «The Guardian» Сем Волластон назвав серію «милою», сказавши, що хоча «„Сімпсони“, можливо, не приносять [задоволення] так часто, як колись», цей епізод довів, що «вони все ще можуть, після всього цього часу».
Згідно з голосуванням на сайті The NoHomers Club більшість фанатів оцінили серію на 1/5 із середньою оцінкою 2,54/5.